# Джаспер Джонс (фільм)
«Джаспер Джонс» (англ. Jasper Jones) — австралійський детективний драматичний фільм режисера Рейчел Перкінс . Фільм вийшов на екрани в 2017 році і заснований на однойменному романі Крейга Сілві 2009 року.

## Сюжет
Головний герой Чарлі Бактін — 14-річний хлопчик, який живе у вигаданому сільському містечку Корріган, заснованому на справжньому сільському містечку Коррігін у Західній Австралії. Чарлі проводить свої дні зі своїм найкращим другом Джеффрі Лу, в'єтнамським хлопчиком, який поділяє любов Чарлі до інтелектуальних жартів, і стоїчно справляється з постійною расовою ненавистю, заподіяною йому та його родині. Еліза Вішарт, місцева дівчина і дочка мера, стає все більш прихильною до Чарлі.
У різдвяний вечір Чарлі несподівано відвідує Джаспер Джонс, ізгой у Коррігані через його аборигенську спадщину та бунтарський спосіб життя. Джаспер благає допомоги у Чарлі і веде його на свою приватну галявину в кущі. Тут Чарлі з жахом знайшов мертве тіло молодої дівчини, подруги Джаспера Лори Вішарт, побите і повішене на дереві. Джаспер, знаючи, що його, ймовірно, звинувачують у вбивстві Лори, переконує Чарлі, що вони повинні сховати тіло, тому вони кидають його в сусідній ставок, обтяжений великим каменем.
Джеффрі захоплюється крикетом, але його спробам приєднатися до команди Корріган перешкоджає расизм тренера та інших гравців. Згодом удача іде його назустріч, і він починає грати проти міста-суперника, за яким спостерігає Чарлі, який подружився з Елізою, молодшою сестрою Лори Вішарт. Коли Джеффрі виграє гру на останньому м'ячі, Чарлі та Еліза беруться за руки й обіймаються.
Невдовзі організовуються пошуки зниклої дівчини, зосереджені на думці, що вона могла втекти. Джаспера грубо допитує місцева поліція, але незабаром він втікає. Тим часом у місті наростає напруга, бо батьки бояться ще більше зникнень, а городяни шукають когось, кого можна звинувачити. Напруга перетікає в сувору комендантську годину для дітей, а також на расистські напади на родину Джеффрі. Виявляється, що мати Чарлі, яка все більше розчаровується життям у Коррігані та її шлюбом, має роман із сержантом, залученим до розслідування зникнення Лори.
Джаспер вважає, що вбивцею Лори є Божевільний Джек Лайонел, відлюдний старий, який, за чутками, робив жахливі речі в минулому. Джаспер вирішує протистояти Лайонелу напередодні Нового року і разом з Чарлі йде до нього додому. Лайонелю вдається розрядити агресію Джаспера, і правда виявляється: Лайонел насправді дід Джаспера, який піддав остракизму сім'ю свого сина, знаючи, що він одружився з жінкою-аборигенкою, коли Джаспер був дитиною. Тоді його невістка подбала про нього, спонукаючи змінити своє ставлення до неї. Одного разу вночі їй знадобилася медична допомога, і Лайонел намагався відвезти її до лікарні. Однак, поспішаючи, він випадково розбив свою машину, спричинивши її смерть. Цей інцидент зробив його винним, зламаним і підданим остракизму з боку городян. Відтоді Лайонел намагається зв'язатися з Джаспером і вибачитися за свої дії.
Тієї ж ночі Чарлі підходить до вікна Елізи. Вони йдуть на поляну Яспера. Тут Еліза розповідає Чарлі, що вона знає все про смерть Лори, і вручає йому передсмертну записку, де детально описуються жахливі причини її очевидного самогубства. У записці говорилося, що після нестримного сексуального насильства з боку свого батька, що зробило Лору вагітною, і після особливо жорстокої бійки на Різдво, Лора прийшла шукати Джаспера. Еліза пішла за нею на поляну. Знайшовши Джаспера, у розпачі Лаура повісилася, і Еліза, паралізована страхом, не змогла її врятувати. Потім Чарлі зізнається, що вони з Джаспером кинули тіло Лори у ставок. Наступного дня Чарлі та Еліза відносять записку матері Елізи. Вона тихо читає записку, а потім кілька разів рве її, зрештою вмочуючи крихітні шматочки в чашку чаю, не кажучи ні слова. Вираз на її обличчі дає зрозуміти, що вона знала про насильство і навіть зараз не має наміру боротися з цим. Еліза суворо наполягає, щоб Чарлі вийшов з дому. Він проходить повз її батька у дворі, а потім йде до відділку поліції, щоб повідомити про те, що йому відомо. Його спробу переривають новини, що будинок Вішартів горить, і всі біжать на місце події.
Мати Чарлі залишає Корріган. Чарлі залишається близьким до Елізи, яка мститься своєму батькові, підпалюючи їхній будинок, поранивши його. Таємниця смерті Лаури залишається у них трьох.

## Актори
- Леві Міллер — Чарлі Бактін
- Ангурі Райс — Еліза Вішарт
- Аарон Л. Макграт — Джаспер Джонс
- Тоні Коллетт — Рут Бактін
- Х'юго Вівінг — Божевільний Джек Лайонел
- Кевін Лонг — Джеффрі Лу
- Ден Віллі — Вес Бактін
- Метью Нейбл — сержант

## Прийом
На агрегаторі оглядів Rotten Tomatoes фільм має рейтинг схвалення 77 % на основі 22 оглядів із середнім рейтингом 6,75/10.